# Pablo Barrios (baloncestista)
Pablo Barrios (Monte Grande, Buenos Aires, 14 de abril de 1977) es un exjugador de básquetbol argentino. Con 2,05 metros de altura, actuaba en las posiciones de pívot y ala-pívot. Jugó profesionalmente en varios clubes de la primera, segunda y tercera división de su país, como también en la Legadue de Italia. Representó a la Argentina en torneos internacionales juveniles.

## Trayectoria

### Clubes
| Club                      | País      | Año         |
| ------------------------- | --------- | ----------- |
| Lanús                     | Argentina | 1994 - 2001 |
| Scafati Basket            | Italia    | 2001        |
| Regatas Corrientes        | Argentina | 2002 - 2003 |
| Ben Hur                   | Argentina | 2003 - 2004 |
| Peñarol de Mar del Plata  | Argentina | 2004 - 2006 |
| Atenas                    | Argentina | 2006 - 2007 |
| El Nacional Monte Hermoso | Argentina | 2007 - 2008 |
| La Unión de Formosa       | Argentina | 2008 - 2011 |
| Peñarol de Mar del Plata  | Argentina | 2011 - 2012 |
| Ceferino Alianza Viedma   | Argentina | 2012 - 2013 |
| Libertad de Sunchales     | Argentina | 2013 - 2014 |
| La Unión de Formosa       | Argentina | 2014 - 2015 |
| Estudiantil Porteño       | Argentina | 2015        |
| Libertad de Sunchales     | Argentina | 2016 - 2017 |
| Estudiantil Porteño       | Argentina | 2017 - 2018 |

## Selección nacional
Barrios jugó en el Campeonato Mundial de Baloncesto Sub-19 de 1995 con la selección juvenil de Argentina, teniendo por compañeros a futuras estrellas como Luis Scola, Juan Ignacio Sánchez y Lucas Victoriano.  